# Irene de Hessen-Darmstadt

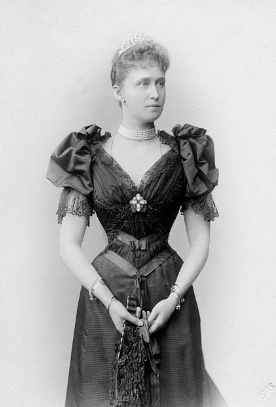
La princesa Irene de Hessen, princesa de Prússia

Irene de Hessen-Darmstadt (alemany: Irene von Hessen-Darmstadt)  (Neues Palais, 11 de juliol de 1866 - Gut Hemmelmark, 11 de novembre de 1953) VA. Nasqué amb el grau d'altesa gran ducal i en casar-se amb el príncep Enric de Prússia esdevingué princesa de Prússia.

## Biografia
Nascuda l'11 de juliol de 1866 al Neues Palais de Darmstadt, era filla del gran duc Lluís IV de Hessen-Darmstadt i de la princesa Alícia del Regne Unit. Era neta de la reina Victòria I del Regne Unit.
Va rebre el seu nom de pila, que prové de la paraula grega per "pau", perquè va néixer al final de la guerra austro-prussiana. Pocs dies després del seu naixement, les tropes prussianes ocupaven militarment Darmstadt. Fou educada a l'austera i trista cort hesseniana i a la cort rígida de la seva àvia anglesa. Va ser sobrenomenada "Nin" per la seva família. La reina Victòria va considerar que Irene era una nena poc atractiva i una vegada va escriure a la seva filla Victòria que Irene "no era bonica". Mai seria considerada una gran bellesa com les seves germanes Elisabeth i Alix, però sí que tenia una disposició agradable i uniforme. La princesa Alícia va criar les seves filles simplement. Una mainadera anglesa presidia la llar d'infants i els nens menjaven àpats senzills d'arròs amb llet i pomes al forn i portaven vestits senzills. A les seves filles se'ls va ensenyar a fer les tasques domèstiques, com ara coure pastissos, fer els seus propis llits, fer foc i escombrar i netejar les seves habitacions. La princesa Alícia també va destacar la necessitat de donar als pobres i sovint portava les seves filles a visites a hospitals i organitzacions benèfiques.
La família va quedar devastada el 1873 quan el germà petit hemofílic d'Irene, Friedrich, sobrenomenat "Frittie", va caure per una finestra oberta, es va colpejar el cap contra la balustrada i va morir hores després d'una hemorràgia cerebral. En els mesos posteriors a la mort del nen, l'Alice portava sovint els seus fills a la seva tomba per resar i estava malenconiada en els aniversaris associats amb ell. A la tardor de 1878 Irene, els seus germans (excepte Elisabeth) i el seu pare van emmalaltir de diftèria. La seva germana petita, la princesa Marie, sobrenomenada "May", va morir a causa de la malaltia. La seva mare, esgotada per alletar els nens, també es va infectar. Sabent que estava en perill de morir, la princesa Alícia va dictar el seu testament, incloent instruccions sobre com criar les seves filles i com dirigir la llar. Va morir de diftèria el 14 de desembre de 1878.
Després de la mort d'Alícia, la reina Victòria va decidir actuar com a mare dels seus néts de Hesse. La princesa Irene i els seus germans supervivents passaven les vacances anuals a Anglaterra i la seva àvia va enviar instruccions a la seva institutriu sobre la seva educació i aprovar el patró dels seus vestits. Amb la seva germana Alix, Irene va ser una dama d'honor al casament de 1885 de la seva tia materna, la princesa Beatrice, amb el príncep Enric de Battenberg.

## Matrimoni
Irene es va casar amb el seu cosí germà, el príncep Enric de Prússia, tercer fill i segon fill de Frederic III, emperador alemany i de Victòria, princesa reial, el 24 de maig de 1888 a la capella del Palau de Charlottenburg a Berlín . Com que les seves mares eren germanes, Irene i Henry eren cosins germans. El seu matrimoni va desagradar a la reina Victòria perquè no se li havia parlat del festeig fins que ja havien decidit casar-se. En el moment de la cerimònia, l'oncle i el sogre d'Irene, l'emperador alemany, moria d'un càncer de gola, i menys d'un mes després de la cerimònia, el cosí i el cunyat d'Irene van pujar al tron com a Kaiser Guillem II. La mare d'Heinrich, l'emperadriu Victòria, li agradava Irene. No obstant això, l'emperadriu Victòria es va sorprendre perquè Irene no portava un xal ni una bufanda per dissimular el seu embaràs quan estava embarassada del seu primer fill, l'hemofília príncep Waldemar, el 1889. L'emperadriu Victòria, que estava fascinada per la política i l'actualitat, tampoc no podia entendre per què Heinrich i Irene no llegien mai un diari.

Casada a Berlín amb el príncep Enric de Prússia, fill del kàiser Frederic III de Prússia i de la princesa reial Victòria del Regne Unit. La parella que comprà la finca de Hemmelmark a la riba del mar Bàltic tingué tres fills:

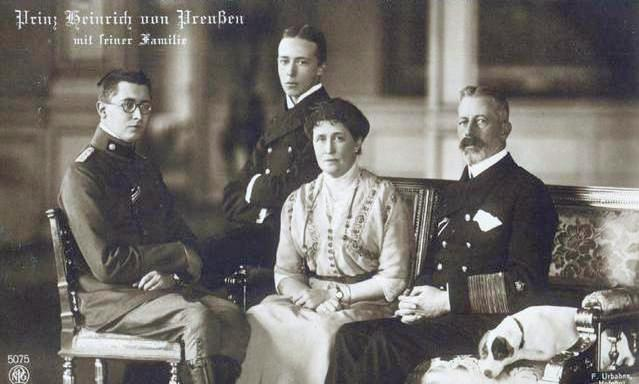
La família de la princesa Irene: el príncep Valdemar, el príncep Segimon, la princesa Irene i el príncep Enric

- SAR el príncep Valdemar de Prússia, nascut a Hemmelmark el 1889 i mort a conseqüència de la falta de sang per realitzar una transfusió quan arribà a Tutzing a Baviera el 1945 després d'escapar de l'avenç soviètic sobre la localitat on vivia a Silèsia. Es casà amb la princesa Calixta de Lippe-Biesterffeld.
- SAR el príncep Segimon de Prússia, nascut el 1896 a Hemmelmark i mort el 1979 a Nicaragua. Es casà amb la princesa Carlota Agnès de Saxònia-Altenburg.
- SAR el príncep Enric de Prússia, nascut a Hemmelmark el 1900 i mort el 1904.

## Relacions familiars
La Irene va transmetre el gen de l'hemofília als seus fills gran i petit, Waldemar i Heinrich. La salut de Waldemar la preocupava des de la primera infància. Més tard, va quedar devastada quan el fill petit, Heinrich, de quatre anys, va morir després que ell caigués i es va colpejar el cap el febrer de 1904. Sis mesos després de la mort del petit Heinrich, Irene es va convertir en tia del tsarevich Alexei de Rússia, fill de la seva germana petita, la tsarina Alexandra, que també tenia hemofília.

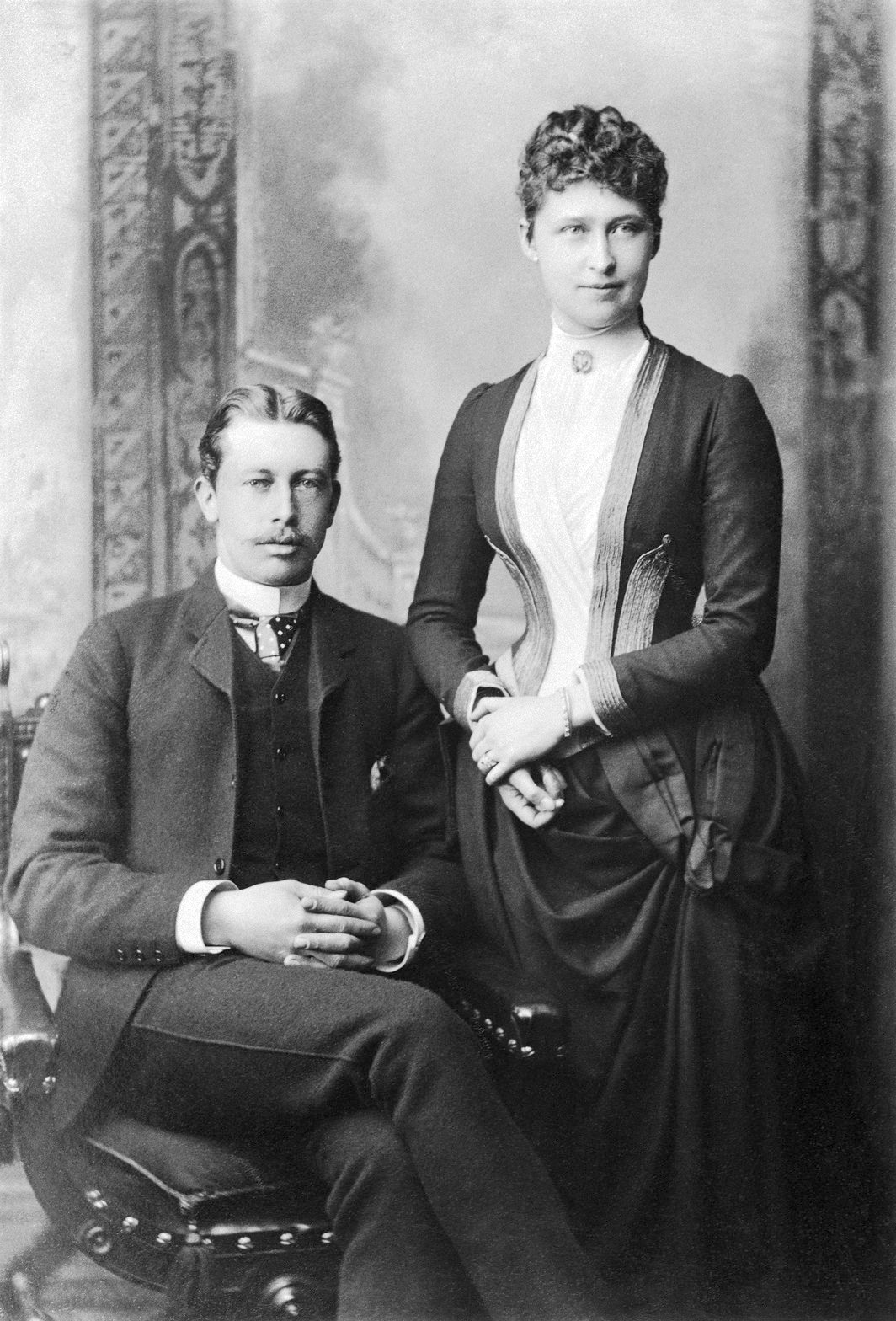
Irene de Hesse i Enric de Prússia, 1887

Irene, educada per creure en un codi de conducta victorià adequat, es va sorprendre fàcilment pel que considerava una immoralitat. El 1884, el mateix any que la seva germana gran Victòria es va casar amb el príncep Lluís de Battenberg, una altra germana, Elisabet, es va casar amb el gran duc Sergei Alexandrovich de Rússia, i quan Elisabet es va convertir del luteranisme a l'ortodòxia russa, el 1891, Irene estava profundament molesta. Va escriure al seu pare que "va plorar terriblement" per la decisió de l'Elisabeth. El 1892, el pare d'Irene, el gran duc Lluís IV, va morir, i el seu germà, Ernest, el va succeir com a gran duc de Hesse. Dos anys més tard, el maig de 1894, Ernest Louis es va casar per la reina Victòria amb una cosina germànica, Victoria Melita de Sajonia-Coburg-Gotha . Va ser enmig de les festes del casament que la germana supervivent més jove d'Irene, Alix, va acceptar la proposta de matrimoni del tsarèvitx Nicholas, un cosí segon, i quan el pare de Nicolau va morir prematurament el novembre de 1894, Irene i el seu marit van viatjar a Sant Petersburg per assistir tant al seu funeral com al casament d'Alexandra, que havia pres el nom d'Alexandria Feo, que havia pres el nom de Feo. Ortodòxia, al nou tsar, Nicolau II. Malgrat el desacord que va tenir sobre la conversió de dues de les seves germanes a l'ortodòxia russa, va romandre propera a tots els seus germans. El 1907, Irene va ajudar a organitzar el que més tard va resultar ser un matrimoni desastrós entre el pupil d'Elisabeth, la gran duquessa Maria Pavlovna de Rússia, amb el príncep Vilhelm, duc de Södermanland. La mare de Wilhelm, la reina de Suècia, era una vella amiga d'Irene i Elisabeth. La gran duquessa Maria va escriure més tard que Irene la va pressionar perquè anés endavant amb el matrimoni quan tenia dubtes. Li va dir a la Maria que acabar amb el compromís "mataria" l'Elisabeth. El 1912, Irene va ser una font de suport per a la seva germana Alix quan Alexei gairebé va morir per complicacions de l'hemofília al pavelló de caça de la família imperial a Polònia.
La Primera Guerra Mundial tingué importants conseqüències per la princesa Irene. En primer lloc, significà un distanciament amb els membres de la seva família que residien a Anglaterra, és a dir, de la seva germana la princesa Victòria de Hessen-Darmstadt. En segon lloc, l'esclat de la revolució a Rússia provocà la mort de la seva germana, la princesa Elisabet de Hessen-Darmstadt, i després de l'altra seva germana la princesa Alexandra de Hessen-Darmstadt i la família imperial. Finalment, la caiguda de la monarquia tant de Hessen com de Prússia i la completa retirada de la princesa a la finca de Hemmelmark.
Quan Anna Anderson va aparèixer a Berlín a principis de la dècada de 1920, afirmant que era la gran duquessa supervivent Anastasia Nikolaevna de Rússia, Irene va visitar la dona, però va decidir que Anderson no podia ser la neboda que havia vist per última vegada el 1913. La princesa Irene no va quedar impressionada.
| «                 | "Vaig veure de seguida que no podia ser una de les meves nebodes. Tot i que feia nou anys que no les veia, les característiques facials fonamentals no podien haver alterat en aquest grau, en particular la posició dels ulls, l'oïda, etc... A primera vista potser es podria detectar una semblança amb la gran duquessa Tatiana". | » |
| — princesa Irene, | |   |

La gran duquessa Olga Alexandrovna, germana del tsar assassinat, va comentar la visita de la princesa Irene:
| «                                  | "Va ser una reunió insatisfactòria, però els partidaris de la dona van dir que la princesa Irene no havia conegut molt bé la seva neboda i tota la resta". | » |
| — gran duquessa Olga Alexandrovna, | |   |

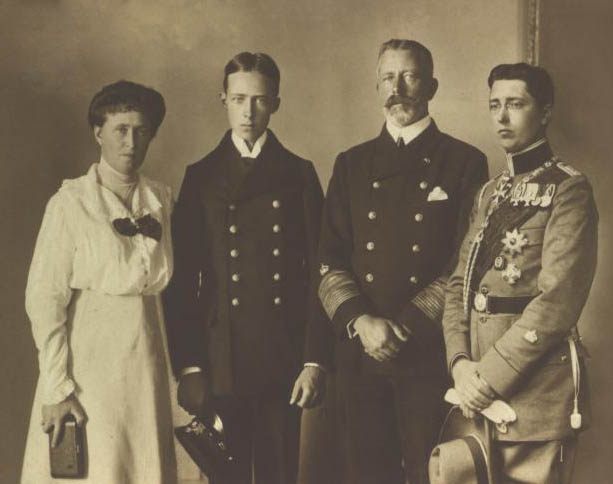
La princesa Irene amb el seu marit, príncep Enric de Prússia, i els seus dos fills supervivents, príncep Segismund de Prússia (1896–1978), a l'esquerra, i príncep Waldemar de Prússia (1889–1945)

El marit d'Irene, Heinrich, va dir que la menció d'Anderson va molestar massa a Irene i va ordenar que ningú discutís d'Anderson en la seva presència. Heinrich va morir el 1929. El biògraf d'Anna Anderson, Peter Kurth, va escriure que diversos anys més tard, el fill d'Irene (el príncep Sigismund) li va fer preguntes a Anderson a través d'un intermediari sobre la seva infància compartida i va declarar que les seves respostes eren totes exactes. Irene va adoptar més tard la filla de Segismundo, Barbara, nascuda el 1920, com a hereva després que Sigismund va deixar Alemanya per viure a Costa Rica durant la dècada de 1930. Segismundo es va negar a tornar a Alemanya per viure després de la Segona Guerra Mundial.
En el moment de la seva mort, Irene era l'últim fill supervivent de la princesa Alícia i el príncep Lluís de Hesse. Irene va morir l'11 de novembre de 1953 a Gut Hemmelmark La seva néta, Barbara, estava al costat de llit de la seva àvia quan va morir. Irene va ser enterrada oficialment el 15 de novembre a la capella de Schloss Hemmelmark, al costat del seu marit i el seu fill petit.
Malgrat tot, al llarg de la dècada dels anys 20 aparegueren un seguit de personatges que reclamaven ésser els fills del tsar Nicolau II de Rússia i de la tsarina, germana d'Irene, les pressions perquè Irene reconegués algun d'aquests personatges com a nebots seus foren tals que Irene es decidí a visitar a la senyoreta Anna Anderson a Berlín. Anna que deia ésser la gran duquessa Anastàsia de Rússia no fou mai reconeguda per Irene que afirma que la Srta. Anderson creia ser algú que no era.
La princesa sobrevisqué al nacionalsocialisme i a la guerra sense immiscir-se en política i passant bastant desapercebuda. Malgrat tot, la guerra provocà la mort del seu fill gran, el príncep Valdemar, que vivia a Silèsia. El príncep, observant l'imparable ascens de les tropes soviètiques, emigrà de la seva finca silesiana cap a Baviera, el viatge fou fatigós i agreujà l'hemofília que patia, a l'arribar a Baviera no trobaren sang per fer-li una transfusió la qual cosa provocà la seva mort.
La princesa morí a Hemmelmark acompanyada de la seva neta, la princesa Bàrbara de Prússia, casada amb el duc hereu Cristià Lluís de Mecklenburg-Schwerin que per aquell moment portava més de vuit anys retingut pels soviètics en un camp de concentració.